# سكوت اندرسون
سكوت اندرسون (بالإنجليزية: Scott Anderson)‏ هو صحفي وروائي ومراسل عسكري وممثل أمريكي، ولد في 1959.

## وصلات خارجية
- سكوت اندرسون على موقع IMDb (الإنجليزية)
- سكوت اندرسون على موقع ألو سيني (الفرنسية)
- سكوت اندرسون على موقع أول موفي (الإنجليزية)
- سكوت اندرسون على موقع قاعدة بيانات الفيلم (الإنجليزية)
- سكوت اندرسون على موقع كينوبويسك (الروسية)